# Santa Maria de Lluçà
Santa Maria de Lluçà és una obra de Lluçà (Lluçanès) declarada bé cultural d'interès nacional. És sens dubte el més notable edifici arqueològic i històric del Lluçanès. Està situada al terme de Lluçà, als peus del castell. Voltada per masies, conreus, boscos i pastures que recorden el recent passat autàrquic de les cases de pagès.

## Descripció
L'antic monestir de Santa Maria de Lluçà està situat als peus del turó on s'alça el castell de Lluçà. L'església és un edifici d'una sola nau amb un absis semicircular, abans del qual s'obren sengles capelles als murs nord i sud respectivament, que formen una mena de transsepte. La capella de migdia acaba amb un petit absis semicircular, mentre que a la de tramuntana l'absis va ser substituït per la capella del Santíssim del segle xviii. La volta de canó apuntat, fou refeta després dels terratrèmols del segle xv. El campanar i diverses dependències monacals també foren renovades. Als peus de la nau hi ha el cor sobre un arc rebaixat, sota el qual el 1954 van ser descobertes les pintures murals del segle xiv que es poden contemplar en el petit museu annex. En una època incerta entre el 1581 i el 1661 hom construí el campanar, de planta quadrada i de tres pisos, d'estil barroc. Al segle xvii, es va refer la façana de l'església reaprofitant la porta i la ferramenta romànica, datada entre 1170 i 1300.
A migdia de la nau hi ha el petit claustre, de planta irregular, els capitells del qual estan estretament relacionats amb els de Ripoll. La iconografia dels capitells és de motius zoomòrfics i vegetals, només hi ha un capitell amb una imatge antropomòrfica.
El claustre es de planta irregular amb un total de 18 arcs, distribuïts en dues façanes de 4 arcs cada una i dues de 5 arcs cada una. Alguns expliquen la irregular planta del claustre per adaptar-lo a la gran roca que serveix de fonament, el que no sembla probable ja que la roca es més gran que el claustre i permetria una planta regular.
Potser el que va passar es que es varen construir primer les dues cares de quatre arcs, una paral·lela al eix de l’església i l’altre sensiblement perpendicular. Llavors van pensar en fer el claustre una mica més gran, però ja tenien fetes les dues cantonades extremes. Amb els escassos mitjans dels que disposaven no volien desfer la feina feta de les cantonades, per el que amb un cordill de llargada cinc arcs varen marcar el nou vèrtex que faltava i procediren a la construcció de les dues ales de cinc arcs, amb el resultat que es coneix.
De les dependències monacals, encerclades per un mur de 3 m d'alçada, queden pocs vestigis.
Al subsòl rocós sobre el qual s'assenta Santa Maria de Lluçà han aparegut gran nombre de tombes antropomòrfiques que es poden datar de principis del segle x.
Conserva una pica baptismal romànica procedent de l'església de Salcelles.
La Mare de Déu de l'altar major és una rèplica recent de la romànica, desapareguda l'any 1936.
Al Museu Episcopal de Vic es conserva el frontal i laterals d'altar i una creu de fusta policromada del segle xiii dels que en podem veure les rèpliques in situ.

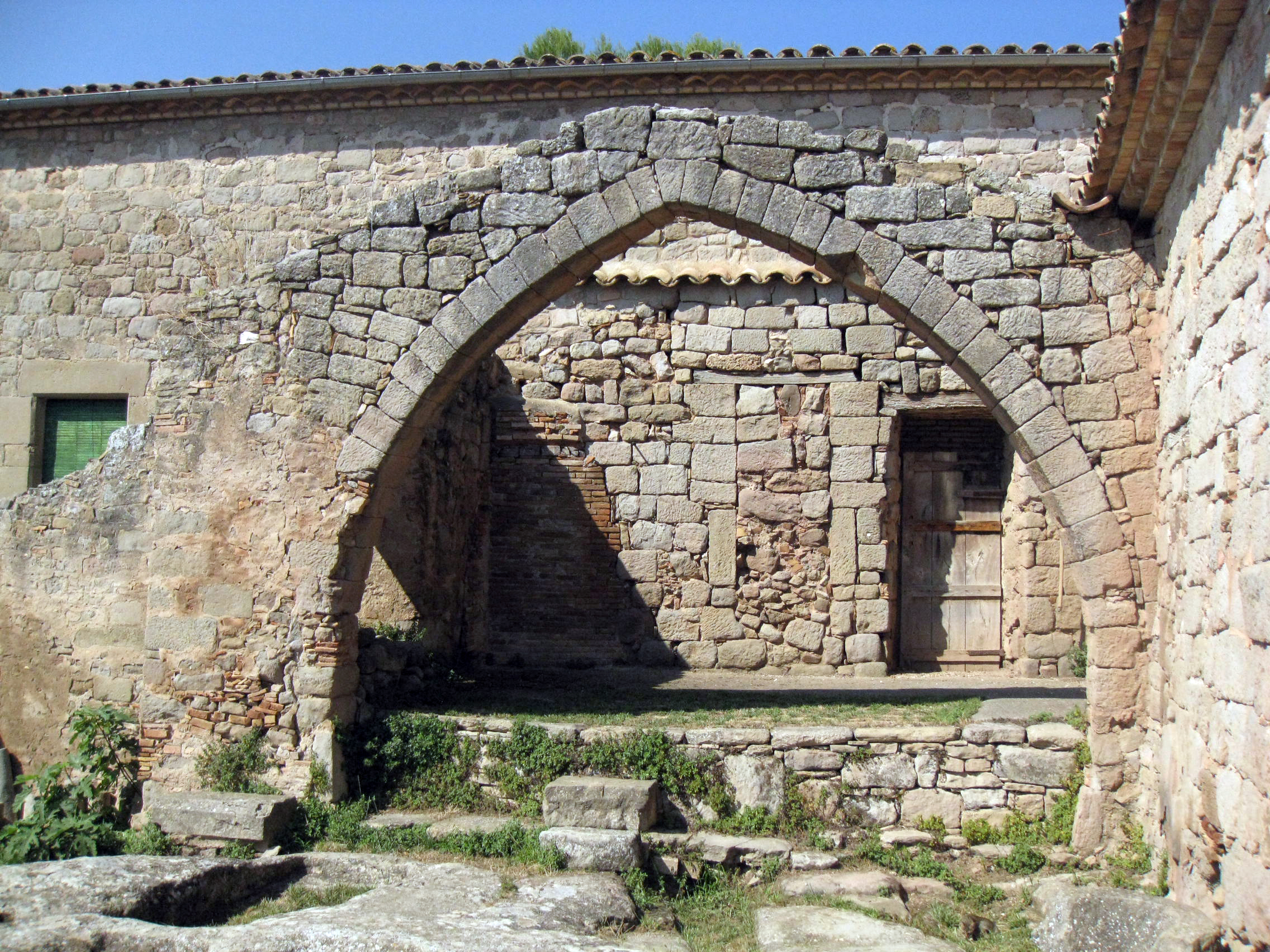
Restes del celler
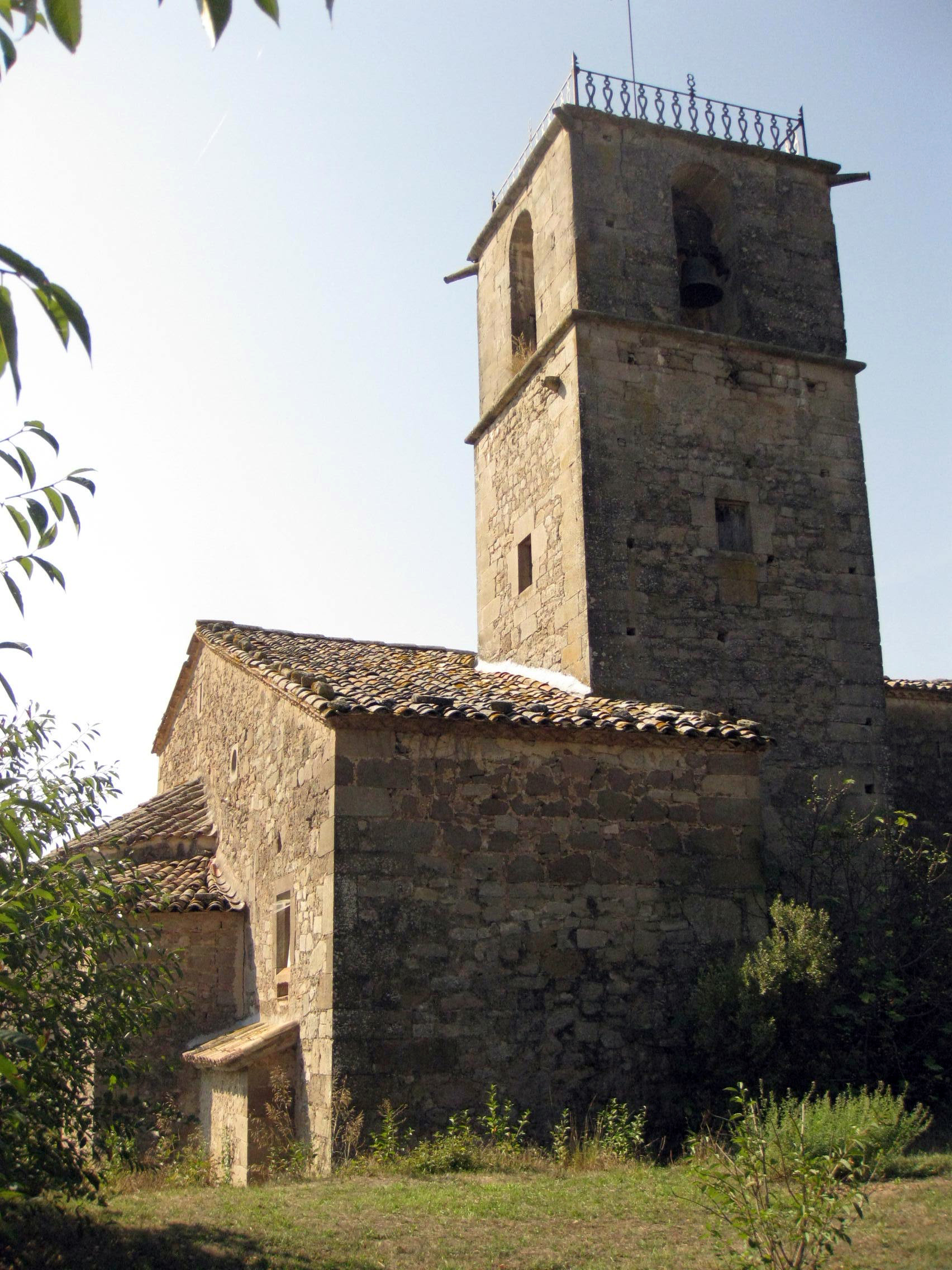
Façana nord i el campanar
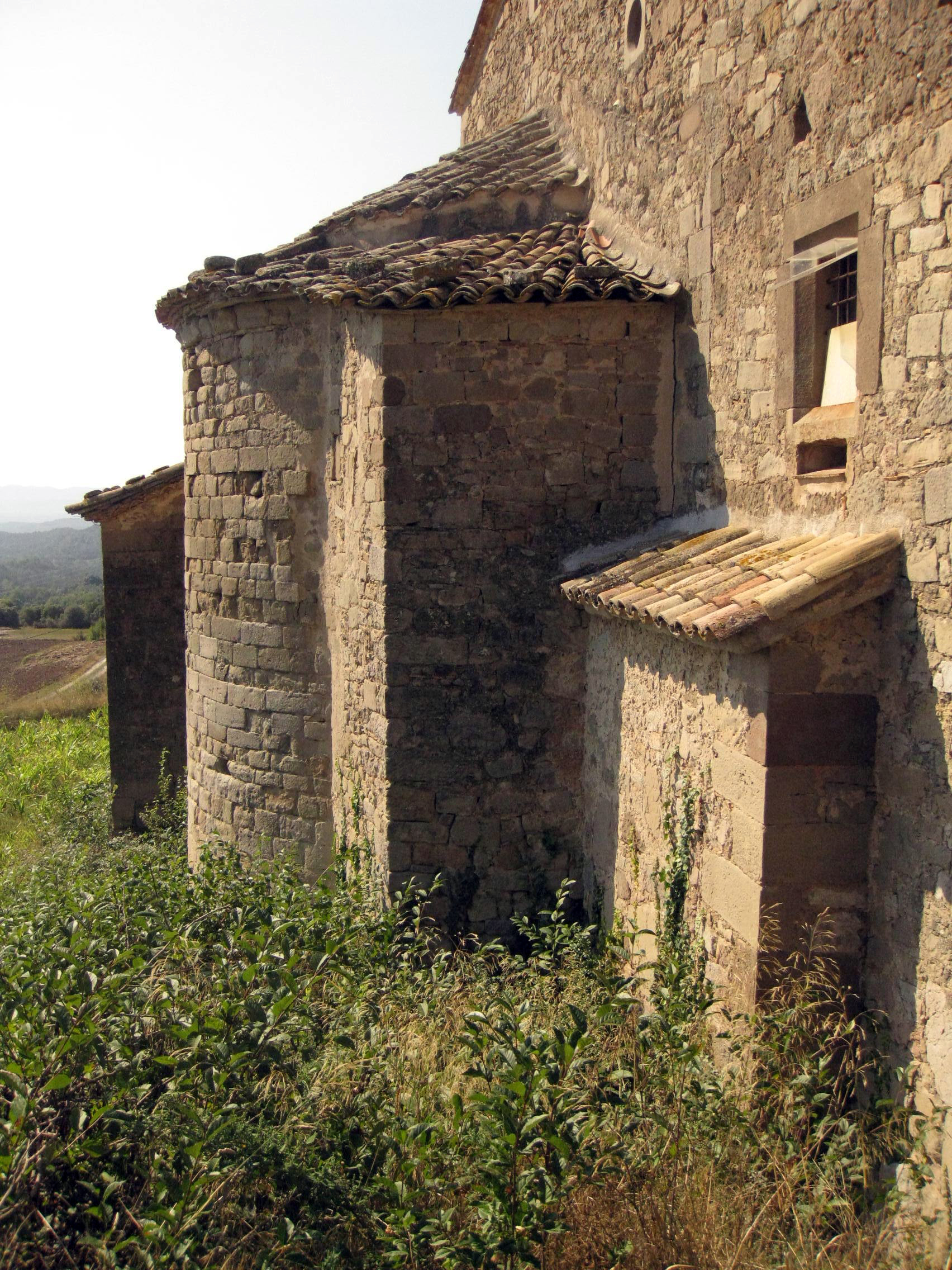
Absis
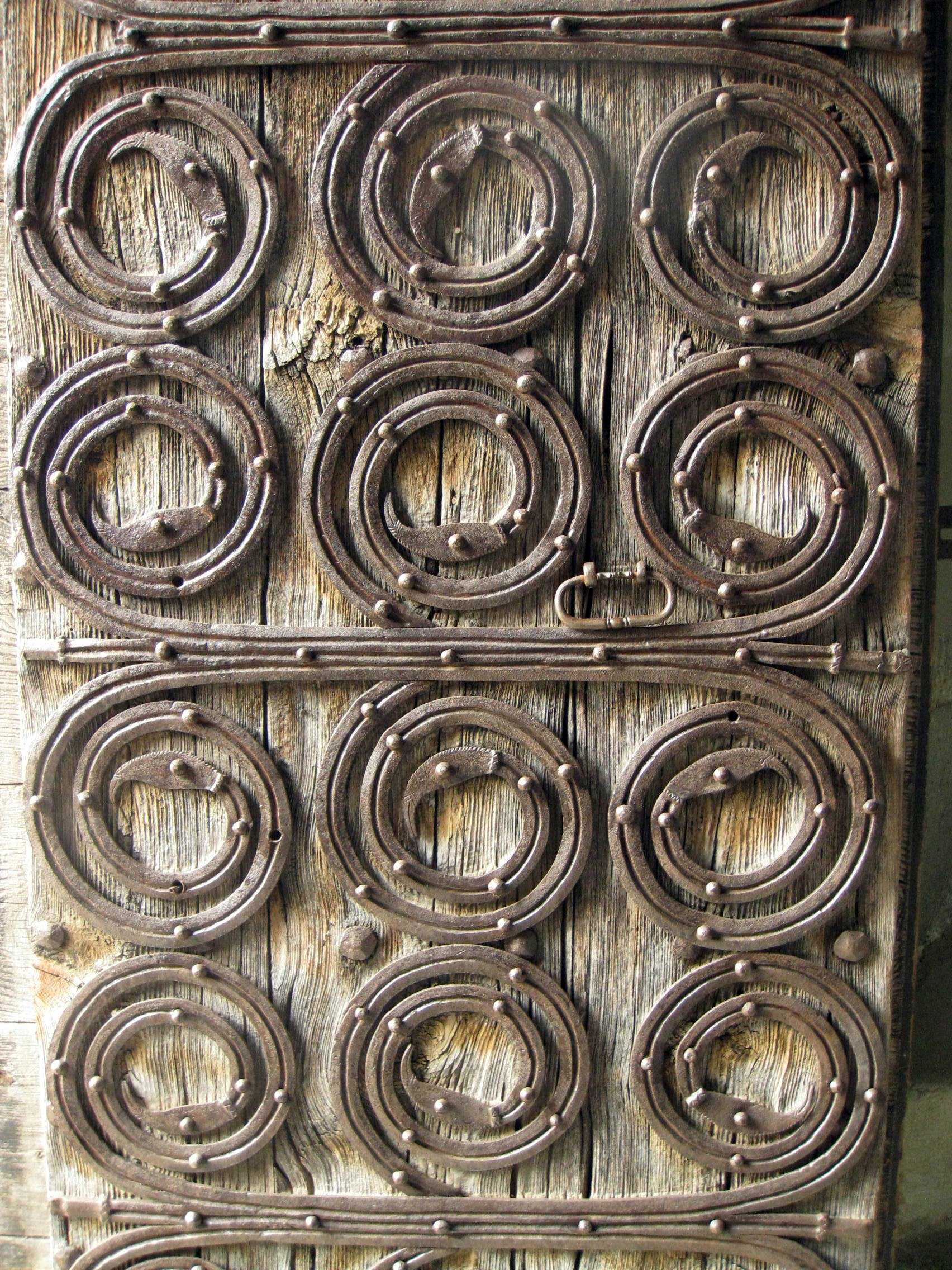
Ferramenta del portal
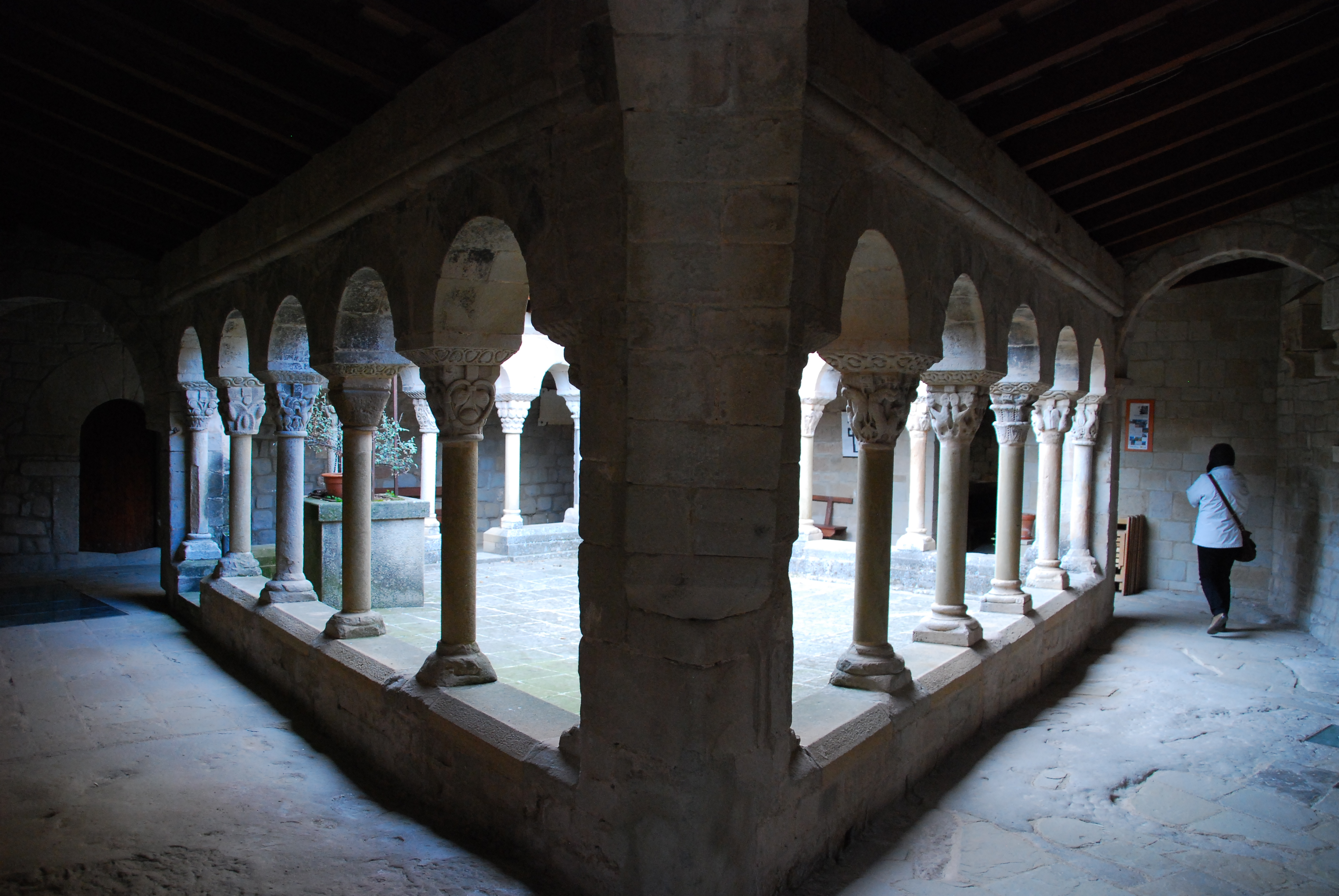
Claustre
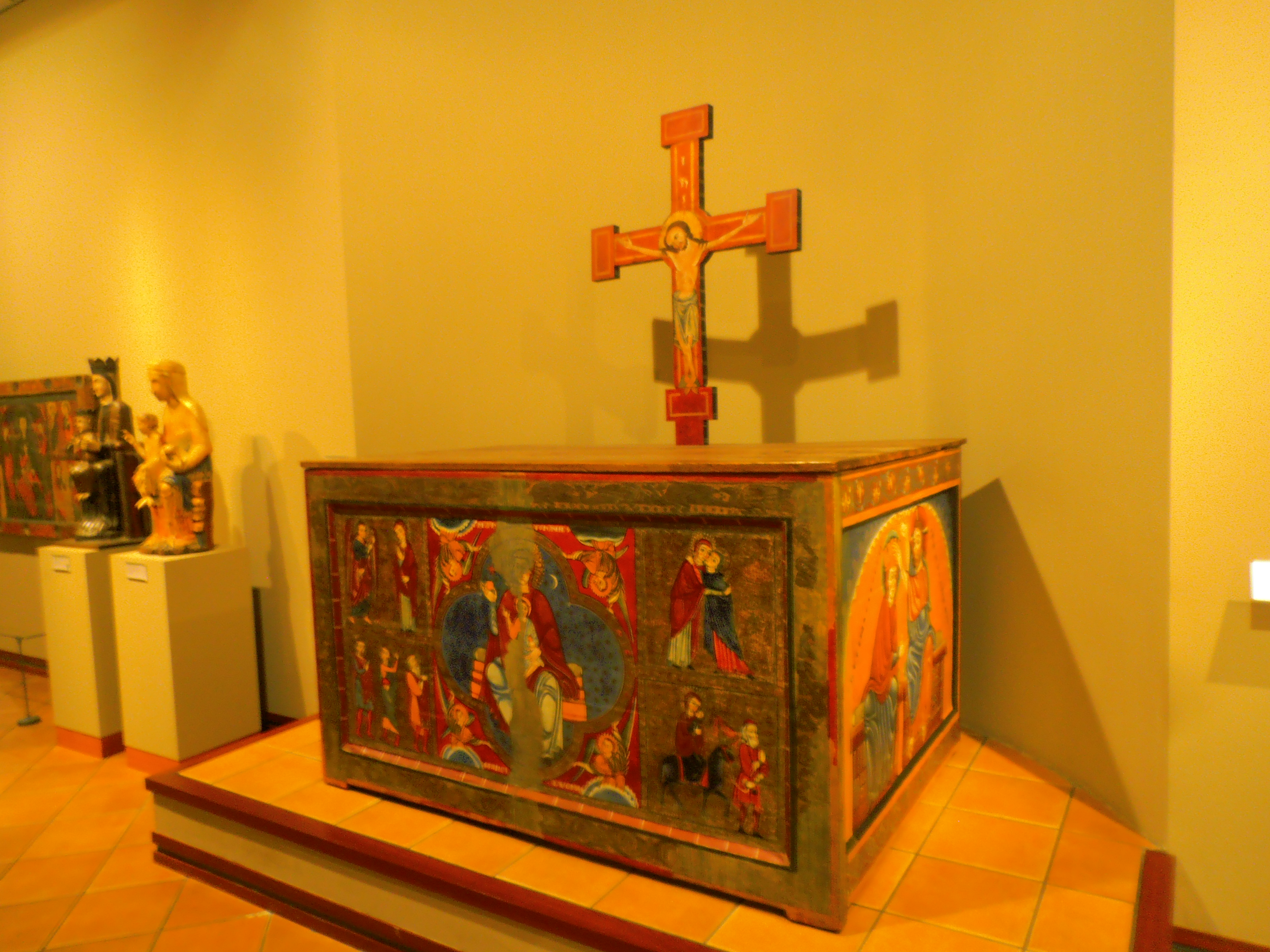
Autèntic altar major al Museu Episcopal de Vic
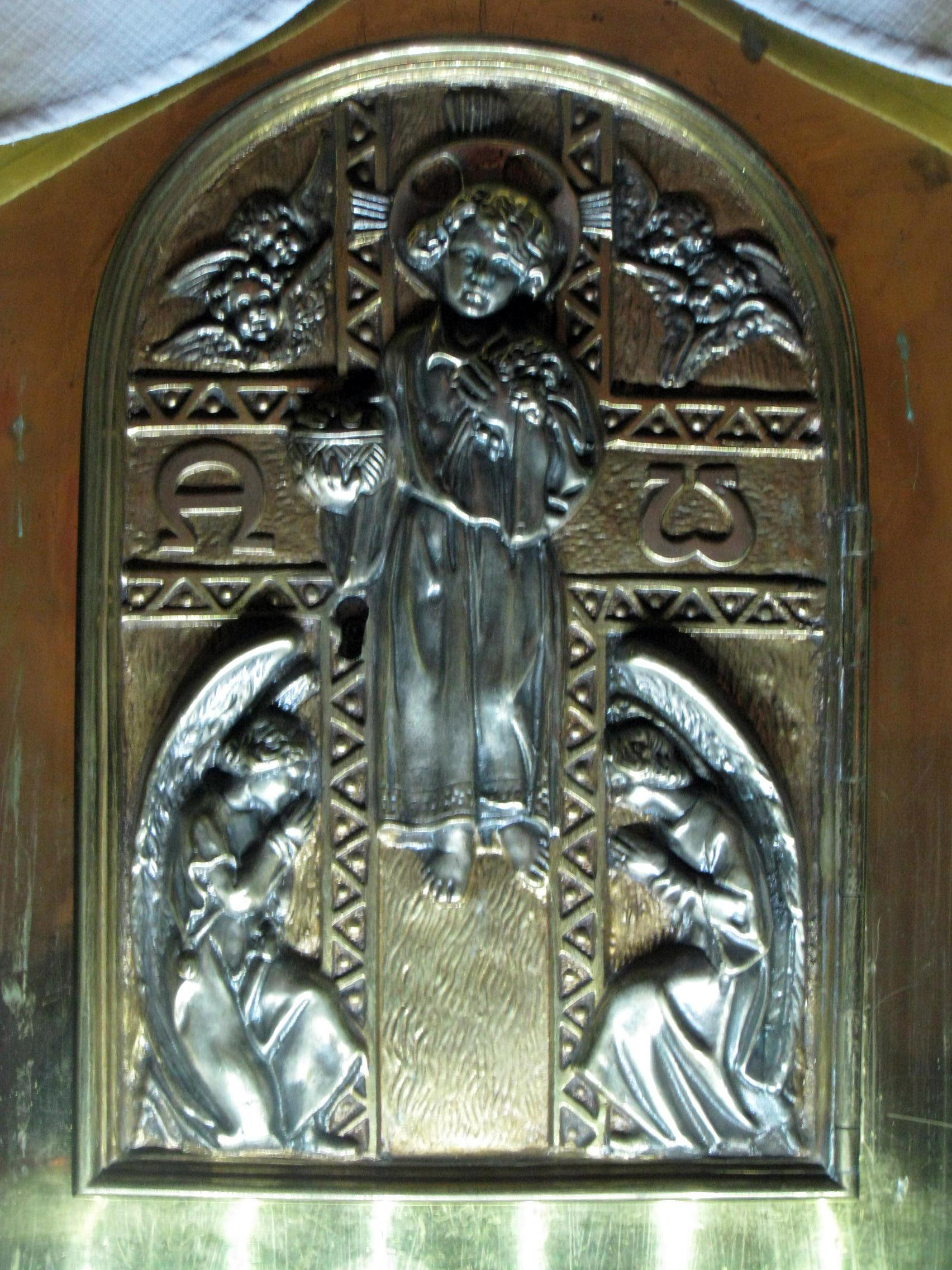
Custodia
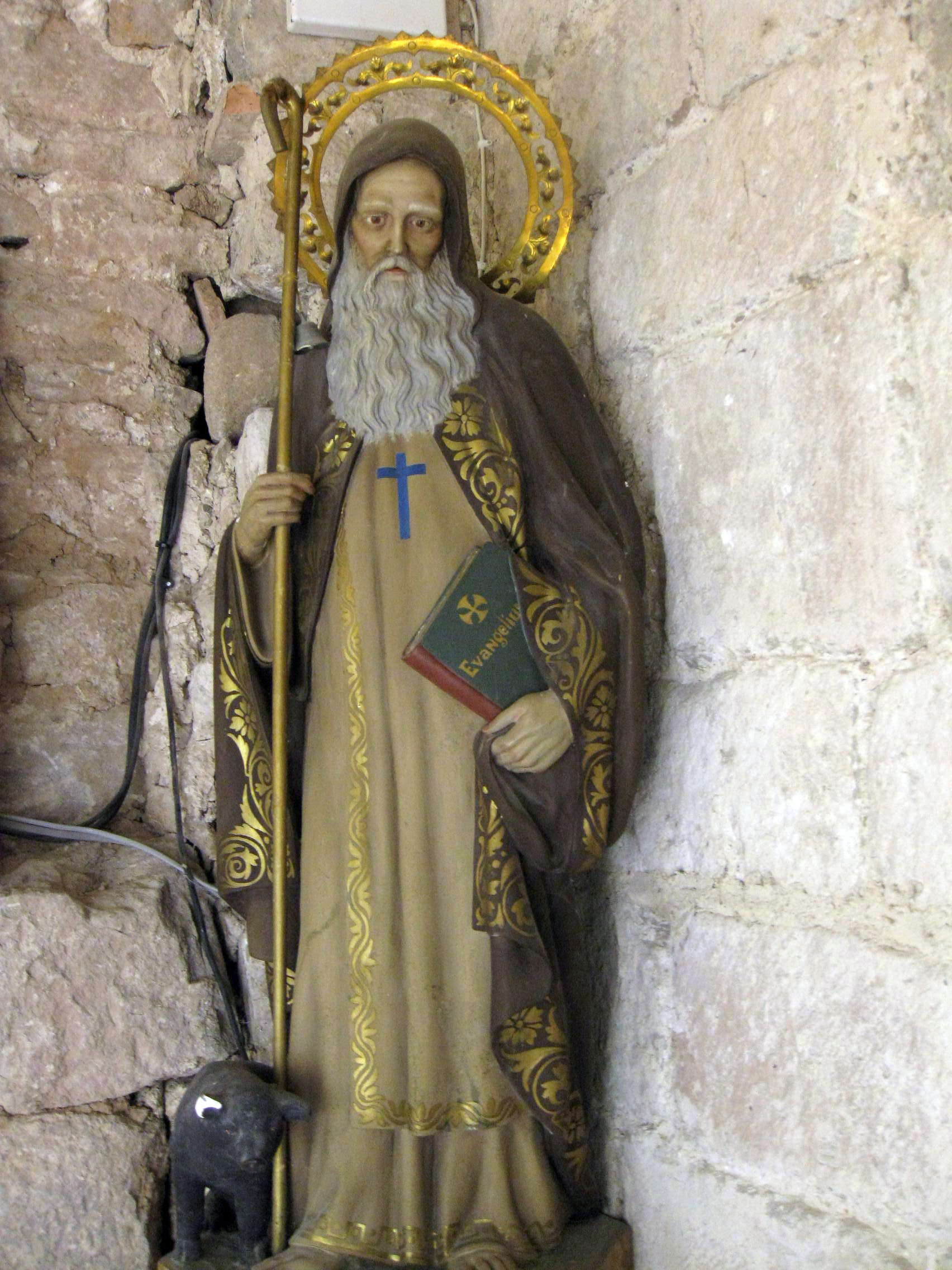
Sant Antoni del porquet
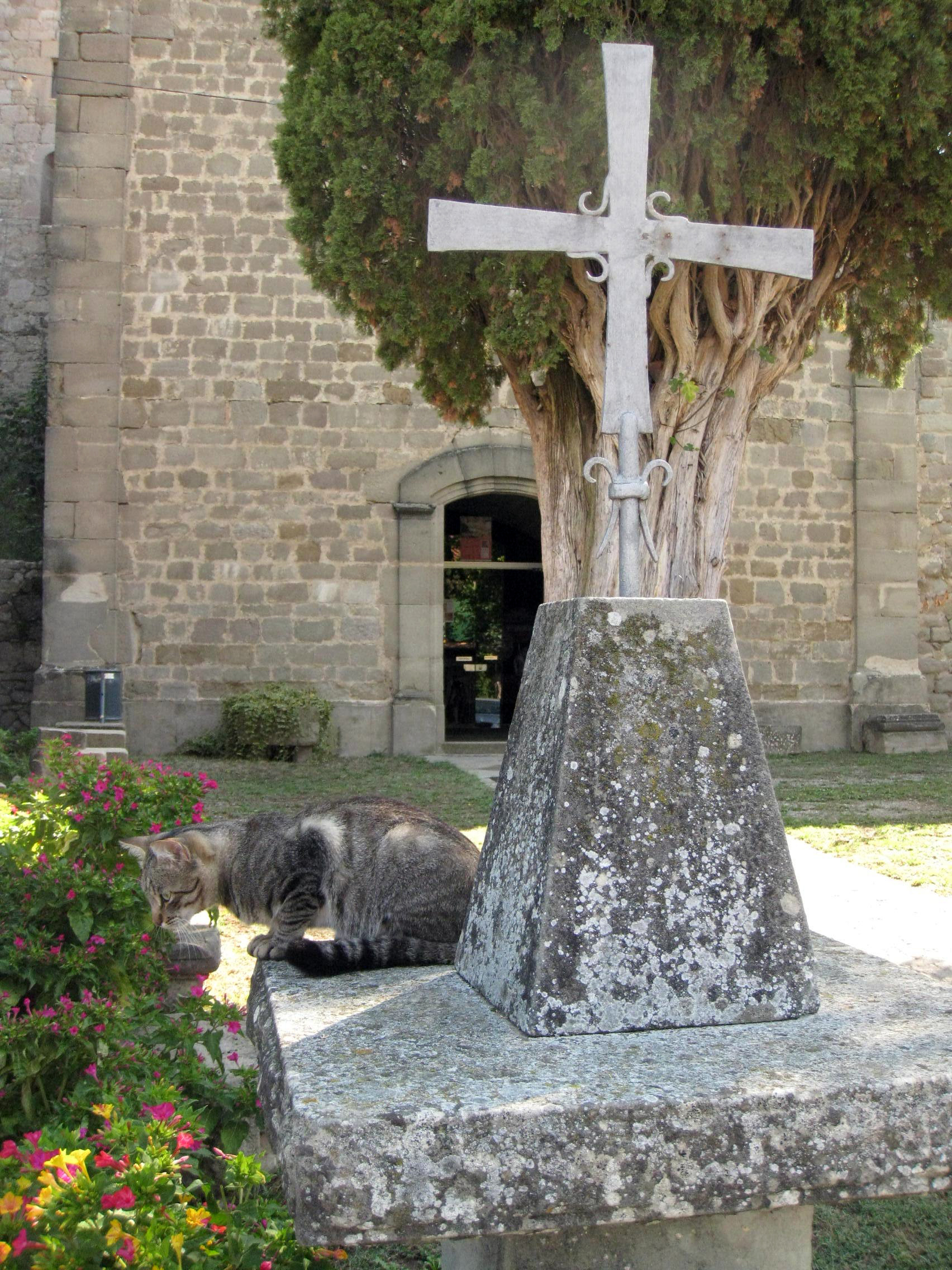
Creu davant el monestir
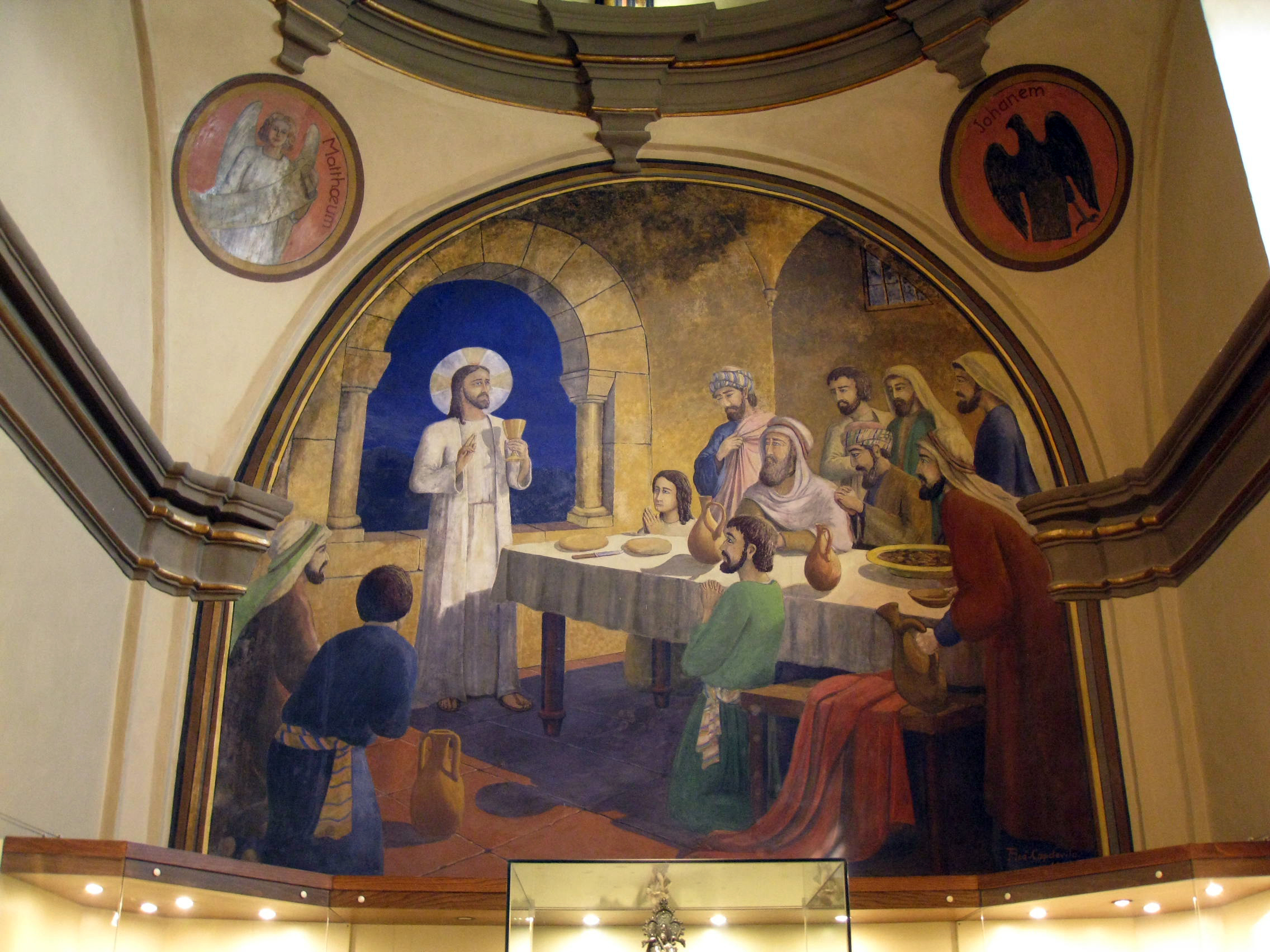
Capella del Santíssim

## Història
L'antiga canònica agustiniana de Santa Maria de Lluçà s'alça aïllada al SE del castell de Lluçà, on resta encara l'església de planta circular de Sant Vicenç. Fundada en l'antiga parròquia de Santa Maria de Lluçà (905), pels senyors del castell,fou el primer prior Pere de Sagàs (1168-1185). Al gran moment d'esplendor de final del segle xiii, segueix la decadència del segle xiv i especialment del XV. El 1592 va ser secularitzada com totes les canònigues regulars. Des de mitjan segle xix fa funcions de parròquia dins del bisbat de Vic.